# レオポルト・フォン・ブーフ
クリスティアン・レオポルト・フォン・ブーフ男爵（Christian Leopold Freiherr von Buch、1774年4月26日 - 1853年3月4日）は、ドイツの地質学者、古生物学者。

## 生涯
ウッカーマルク出身の貴族の家に生まれた。フライベルクの鉱山学校でアブラハム・ゴットロープ・ウェルナーに学んだ。一緒に学んだ学生にアレクサンダー・フォン・フンボルトがいる。
多くの地質学の分野を研究した。始め火山学を学んだが、後に化石の研究を行った。1815年にはカナリア諸島を調査し、テイデ山のラス・カニャダスの地形を報告し、カルデラの用語を初めて用いた。示準化石の用語を確立し、層序学のパイオニアとなった。1826年にはドイツの地質図を作成した。1842年にロンドン地質学会からウォラストン・メダルを受賞した。
1853年に没すると、ブーフが設立者のひとりである、ドイツ地質学会 (Deutschen Geologischen Gesellschaft; DGG) はレオポルト・フォン・ブーフ・メダルを創設した。ベルリンの自然史博物館の入口に銅像が飾られている。